# فهرست شورش‌ها در دوره افشاریه
شورش‌های زیادی در دوره افشار به وقوع پیوست که مهم‌ترین آن‌ها عبارتند از:
- شورش بختیاری‌ها در سال ۱۱۵۰ هجری
- طغیان بلوچ‌ها در سال ۱۱۵۱ هجری
- شورش مردم شیروان در سال ۱۱۵۳ هجری
- شورش مردم خوارزم در سال ۱۱۵۵ هجری
- شورش مردم گرجستان شرقی در سال ۱۱۵۶ هجری
- شورش مجدد مردم شیروان در سال ۱۱۵۶ هجری
- شورش مجدد صفی میرزا به کمک فراریان ایرانی در خاک عثمانی در سال ۱۱۵۶ هجری
- شورش سراسری فارس و پیوستن تقی خان بیگلربیگی به شورشیان در سال ۱۱۵۷ هجری
- طغیان ایل قزلباش قاجار به رهبری محمد حسن خان قاجار در استرآباد در سال ۱۱۵۷ هجری
- شورش طایفه دنبلی، در خوی و سلماس در سال ۱۱۵۷ هجری
- شورش قبایل چادرنشین عرب در بحرین و مسقط به رهبری شیخ احمد مدنی در سال ۱۱۵۷ هجری
- موج شورش‌های روستایی و چادر نشینی در خراسان، کرمان و لرستان بین سال‌های ۱۱۵۶ تا ۱۱۵۹ هجری
- شورش مردم سیستان در سال ۱۱۶۰